# Acrapex klapperichi
Acrapex klapperichi is een vlinder van de familie van de uilen (Noctuidae). De wetenschappelijke naam van deze soort is voor het eerst voorgesteld door Vladimir Kononenko in een publicatie uit 1999. Deze soort is vernoemd naar de Duitse entomoloog Johann Friedrich Klapperich, die een vrouwtje van deze soort ontdekte. De spanwijdte van het mannetje bedraagt 24 millimeter en van het vrouwtje 25 millimeter.
De soort komt voor in de laaglanden en heuvelachtige delen van Zuidoost-China (Jiangsu, Fujian).